# Nacht (Beni Hasan)
Nacht war ein lokaler Fürst im Alten Ägypten zur Zeit der 12. Dynastie.
Seine Haupttitel waren Großes Oberhaupt des Säbelantilopengaues, Vorsteher der Ostwüte und Bürgermeister von Menat-Chufu. Er war damit Gaufürst (Hatia) im Säbelantilopengau. Nacht ist von seinem Grab in Beni Hasan (BH21) bekannt, dessen in den Fels gehauene Kapelle an einer Wand mit Malereien dekoriert ist. Sie zeigen Nacht und vor ihm eine Reihe von Opfergabenträger. Er wird auch in der Biografie von Chnumhotep II. genannt, wonach er der Sohn von Chnumhotep I. war und diesem im Amt folgte.